# Minuartia mesogitana
Minuartia mesogitana là loài thực vật có hoa thuộc họ Cẩm chướng. Loài này được (Boiss.) Hand.-Mazz. mô tả khoa học đầu tiên năm 1912.